# IHL 1987/88
Die Saison 1987/88 war die 43. reguläre Saison der International Hockey League. Während der regulären Saison bestritten die neun Teams jeweils 82 Spiele. In den Play-offs setzten sich die Salt Lake Golden Eagles durch und gewannen den zweiten Turner Cup in ihrer Vereinsgeschichte.

## Teamänderungen
Folgende Änderungen wurden vor Beginn der Saison vorgenommen:
- Die Saginaw Generals änderten ihren Namen in Saginaw Hawks.
- Die Indianapolis Checkers wurden nach Denver, Colorado, umgesiedelt und änderten ihren Namen in Colorado Rangers.

## Reguläre Saison

### Abschlusstabelle
Abkürzungen: GP = Spiele, W = Siege, L = Niederlagen, T = Unentschieden, OTL = Niederlage nach Overtime, GF = Erzielte Tore, GA = Gegentore, Pts = Punkte
| East Division        | GP | W  | L  | T | OTL | GF  | GA  | Pts |
| -------------------- | -- | -- | -- | - | --- | --- | --- | --- |
| Muskegon Lumberjacks | 82 | 58 | 14 | 0 | 10  | 415 | 269 | 126 |
| Fort Wayne Komets    | 82 | 48 | 30 | 0 | 4   | 343 | 310 | 100 |
| Saginaw Hawks        | 82 | 45 | 30 | 0 | 7   | 325 | 294 | 97  |
| Flint Spirits        | 82 | 42 | 31 | 0 | 9   | 395 | 289 | 93  |
| Kalamazoo Wings      | 82 | 37 | 33 | 0 | 12  | 328 | 360 | 86  |

| West Division           | GP | W  | L  | T | OTL | GF  | GA  | Pts |
| ----------------------- | -- | -- | -- | - | --- | --- | --- | --- |
| Colorado Rangers        | 82 | 44 | 35 | 0 | 3   | 344 | 354 | 91  |
| Salt Lake Golden Eagles | 82 | 40 | 34 | 0 | 8   | 308 | 303 | 88  |
| Peoria Rivermen         | 82 | 34 | 41 | 0 | 7   | 301 | 338 | 75  |
| Milwaukee Admirals      | 82 | 21 | 54 | 0 | 7   | 288 | 430 | 49  |

## Turner-Cup-Playoffs
| Turner-Cup-Viertelfinale | Turner-Cup-Viertelfinale | Turner-Cup-Viertelfinale |    |                         | Turner-Cup-Halbfinale | Turner-Cup-Halbfinale | Turner-Cup-Halbfinale |  |  | Turner-Cup-Finale | Turner-Cup-Finale | Turner-Cup-Finale |
|                          |                          |                          |    |                         |                       |                       |                       |  |  |                   |                   |                   |
| E2                       | Fort Wayne Komets        | 2                        |    |                         |                       |                       |                       |  |  |                   |                   |                   |
| E3                       | Saginaw Hawks            | 4                        |    |                         |                       |                       |                       |  |  |                   |                   |                   |
| E3                       | Saginaw Hawks            | 4                        | E3 | Saginaw Hawks           | 0                     |                       |                       |  |  |                   |                   |                   |
|                          |                          |                          | E3 | Saginaw Hawks           | 0                     |                       |                       |  |  |                   |                   |                   |
|                          | E4                       | Flint Spirits            | 4  |                         |                       |                       |                       |  |  |                   |                   |                   |
| E1                       | E4                       | Flint Spirits            | 4  | Muskegon Lumberjacks    | 2                     |                       |                       |  |  |                   |                   |                   |
| E1                       |                          |                          |    | Muskegon Lumberjacks    | 2                     |                       |                       |  |  |                   |                   |                   |
| E4                       | Flint Spirits            | 4                        |    |                         |                       |                       |                       |  |  |                   |                   |                   |
| E4                       | Flint Spirits            | 4                        | E4 | Flint Spirits           | 2                     |                       |                       |  |  |                   |                   |                   |
|                          |                          |                          |    | Flint Spirits           | 2                     |                       |                       |  |  |                   |                   |                   |
|                          | W2                       | Salt Lake Golden Eagles  | 4  |                         |                       |                       |                       |  |  |                   |                   |                   |
| W1                       | W2                       | Salt Lake Golden Eagles  | 4  | Colorado Rangers        | 4                     |                       |                       |  |  |                   |                   |                   |
| W1                       |                          |                          |    | Colorado Rangers        | 4                     |                       |                       |  |  |                   |                   |                   |
| E5                       | Kalamazoo Wings          | 3                        |    |                         |                       |                       |                       |  |  |                   |                   |                   |
| E5                       | Kalamazoo Wings          | 3                        | W1 | Colorado Rangers        | 2                     |                       |                       |  |  |                   |                   |                   |
|                          |                          |                          | W1 | Colorado Rangers        | 2                     |                       |                       |  |  |                   |                   |                   |
|                          | W2                       | Salt Lake Golden Eagles  | 4  |                         |                       |                       |                       |  |  |                   |                   |                   |
| W2                       | W2                       | Salt Lake Golden Eagles  | 4  | Salt Lake Golden Eagles | 4                     |                       |                       |  |  |                   |                   |                   |
| W2                       |                          |                          |    | Salt Lake Golden Eagles | 4                     |                       |                       |  |  |                   |                   |                   |
| W3                       | Peoria Rivermen          | 3                        |    |                         |                       |                       |                       |  |  |                   |                   |                   |

## Vergebene Trophäen

### Mannschaftstrophäen
| Auszeichnung                                          | Team                    |
| ----------------------------------------------------- | ----------------------- |
| Turner Cup Gewinner der IHL-Playoffs                  | Salt Lake Golden Eagles |
| Fred A. Huber Trophy Bestes Team der regulären Saison | Muskegon Lumberjacks    |

### Individuelle Trophäen
| Auszeichnung                                                       | Spieler        | Team                 |
| ------------------------------------------------------------------ | -------------- | -------------------- |
| James Gatschene Memorial Trophy MVP der regulären Saison           | John Cullen    | Flint Spirits        |
| Leo P. Lamoureux Memorial Trophy Bester Scorer                     | John Cullen    | Flint Spirits        |
| Governor’s Trophy Bester Verteidiger                               | Phil Bourque   | Muskegon Lumberjacks |
| James Norris Memorial Trophy Torhüter mit den wenigsten Gegentoren | Steve Guenette | Muskegon Lumberjacks |
| Garry F. Longman Memorial Trophy Bester Rookie                     | Ed Belfour     | Saginaw Hawks        |
| Garry F. Longman Memorial Trophy Bester Rookie                     | John Cullen    | Flint Spirits        |
| Ken McKenzie Trophy Bester US-amerikanischer Rookie                | Dan Woodley    | Flint Spirits        |
| Commissioner’s Trophy Bester Trainer                               | Rick Dudley    | Flint Spirits        |